# Boccardia hamata
Boccardia hamata är en ringmaskart som först beskrevs av Webster 1879.  Boccardia hamata ingår i släktet Boccardia och familjen Spionidae.
Artens utbredningsområde är Mexikanska golfen. Inga underarter finns listade i Catalogue of Life.